# Rave
|  | Aquest article tracta sobre una planta. Vegeu-ne altres significats a «Rave (desambiguació)». |

El rave és una hortalissa d'arrel conreada dins la família de les Brassicaceae.

## Particularitats
Són plantes anuals o bianuals, si se sembren a la tardor no floreixen fins a la primavera, si se sembren a la primavera floreixen abans de l'estiu. Tenen les fulles senceres, primer es desenvolupen en forma de roseta i quan s'espiguen fan una tija d'uns 40 cm d'alt i floreixen en forma de raïm amb flors habitualment blanques formades per quatre sèpals, fan fruit en síliqua (tavella, bajoca o beina) amb diverses llavors petites i rodones.
Les arrels es distingeixen entre la part comestible superior i engruixida i la inferior més prima i més profunda. La mida de les arrels en la seva part comestible varia entre fins a 40 cm en els raves pròpiament dits fins a poc més de 2 cm en els ravenets més xics. La forma pot ser allargada o més o menys arrodonida i el color més usual és el vermell o vermell i blanc, però també n'hi ha de negres, blancs o grocs.

## Conreu
És una planta que creix molt de pressa. En un clima adequat, pot passar en un sol mes de la sembra a la collita. Sovint se sembra com conreu intercalar, al llarg de quasi tot l'any, i pel seu cicle tan curt no s'adoba. No pot passar secada, puix que llavors pot tenir un gust desagradable. El seu principal enemic és el microcoleòpter anomenat Altica sp, que deixa les fulles de les sembres recents completament aclivellades.

## Varietats i gastronomia

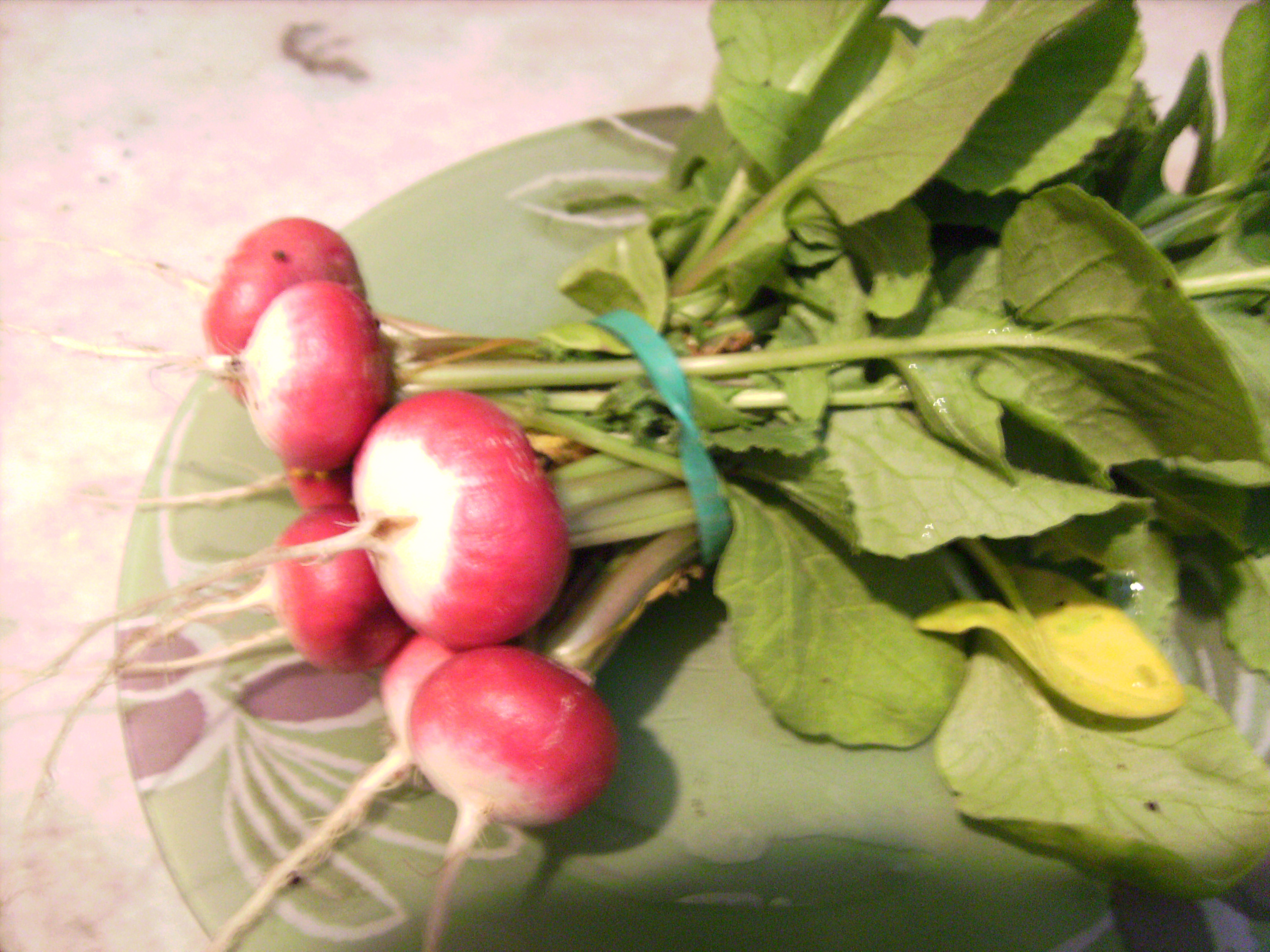
Ravenets de la varietat vermells amb la punta blanca

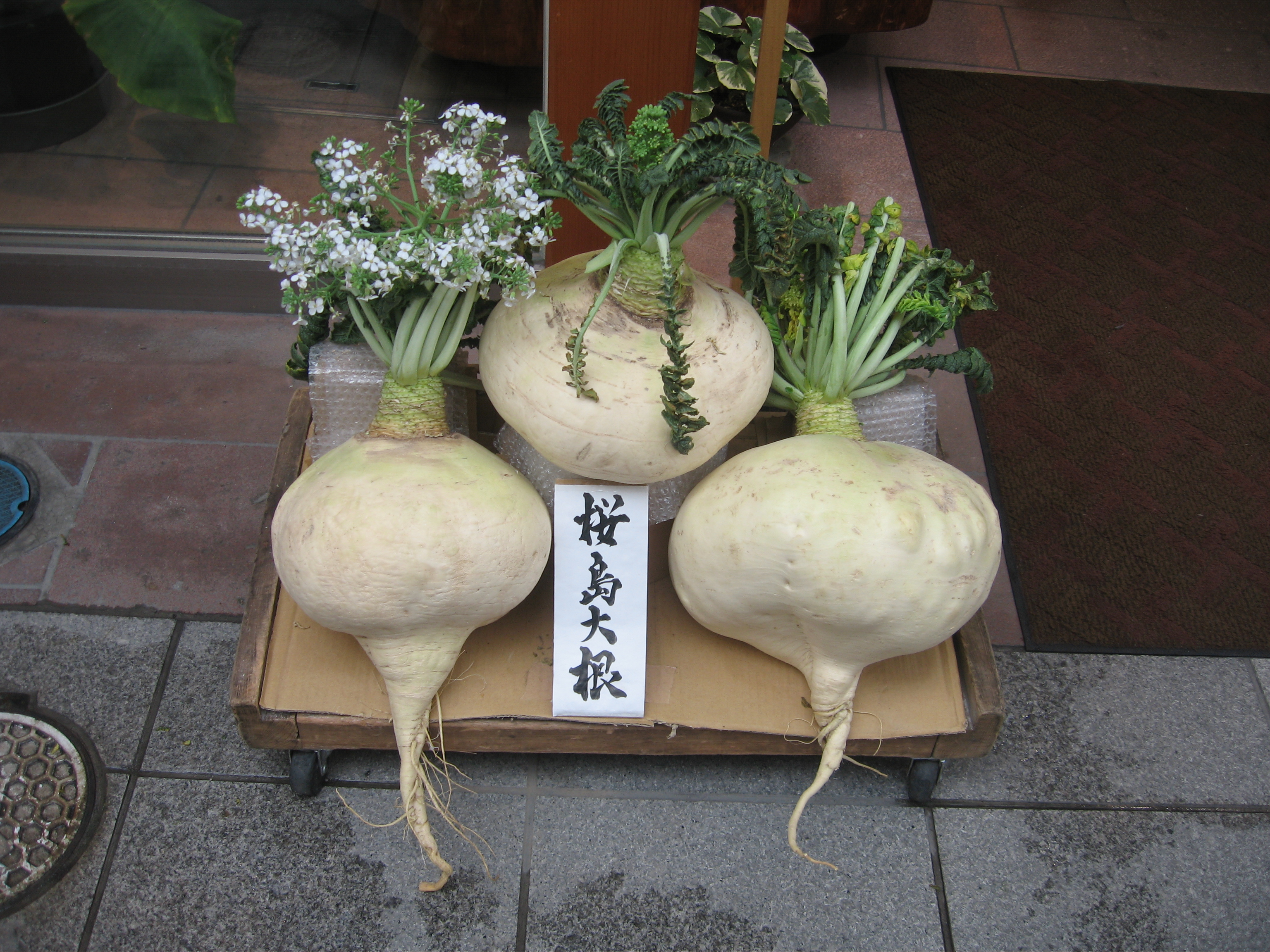
El 'daikon' (Raphanus sativus var. longipinnatus), usat en la cuina japonesa

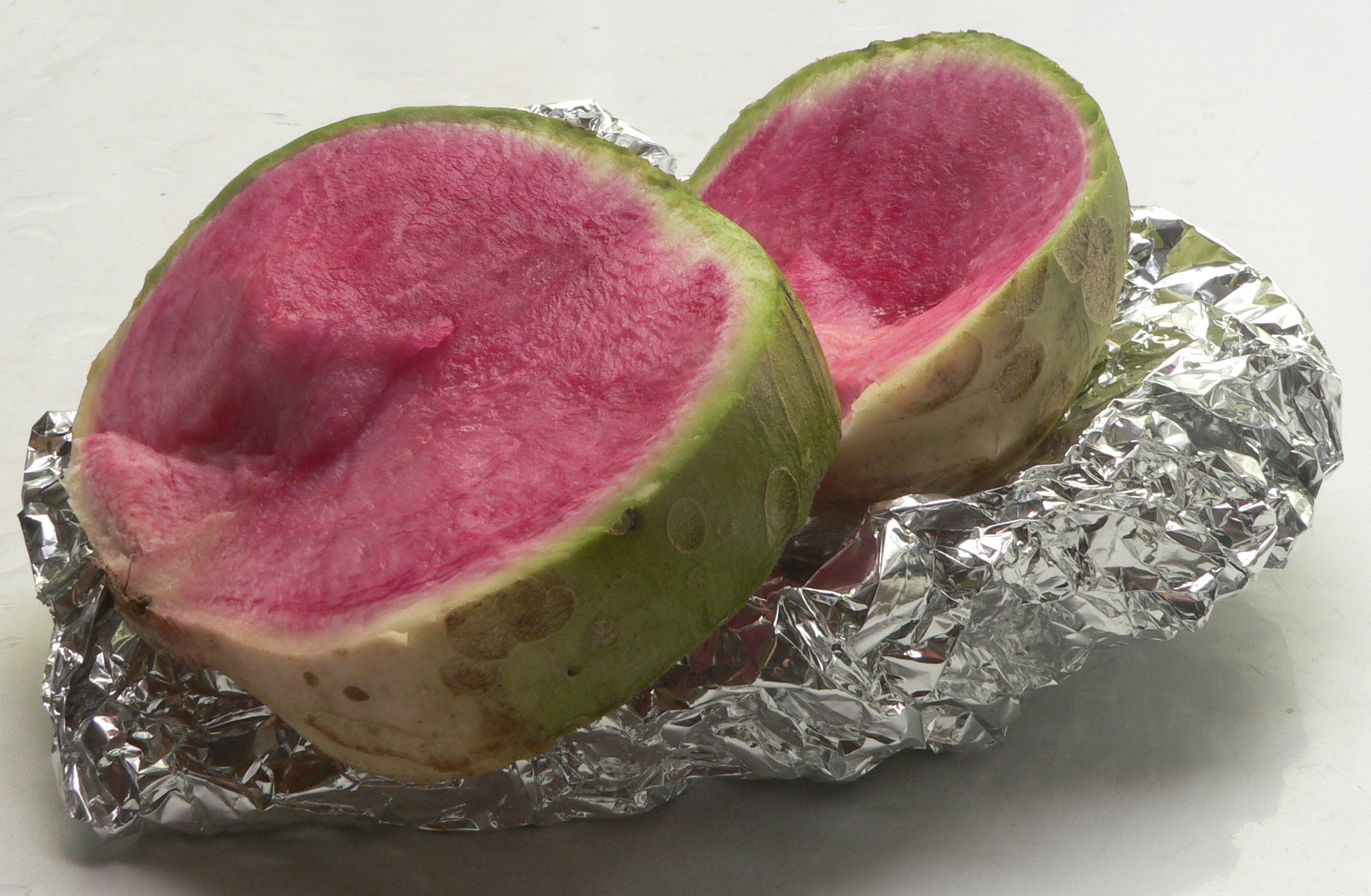
El rave xinés 'mantanghong'

Actualment, són més conreades les varietats més menudes anomenades ravenets. El gust pot ser picant o més aviat insípid. Generalment com més ha mancat l'aigua durant el conreu, més picants són els ravenets.
A Mallorca una de les varietats més consumides és el «rave mallorquí» o «rave roig». L'arrel d'aquest rave pot presentar formes que van de rectangular estreta o triangular estreta, la punta és estreta. Les dimensions varien en funció de les condicions de conreu, però podem parlar de mitges que se situen entre els 35-45 cm de llarg i els 5 cm-7 cm d’ample. L'arrel no presenta una tonalitat uniforme, és bicolor, la part superior és més violada i la part inferior es rosa-vermell. L'interior és blanc. La pell és llisa. Aquest rave gran, sucós i una mica picant és una bona companyia dels plats calents de la tardor i l'hivern, com ara l'arròs brut, aguiats, etc.
A França és molt apreciat el rave negre (Raphanus sativus var. niger), varietat de pell negra i dura que hom ha de pelar. Dels raves de varietats picants se'n fa una salsa.
En la cuina japonesa és típic l'ús del rave anomenat daikon (Raphanus sativus var. longipinnatus), un rave blanc de gust més suau. Els trossos de rave secs es coneixen com a kiriboshi daikon (切干大根) i el daikon sencer en salmorra es coneix com a takuan (沢庵). Amb les fulles, assecades o no, es preparen sopes. Sovint es comercialitza amb coloració artificial groga. Aquest mateix rave és emprat en la gastronomia coreana, on es coneix com a mu. Es consumeix cru o confitat, com per exemple en la preparació del kimchi.
El rave és important també en la cuina xinesa, per fer poon choi, el pastís mooli de l'any nou xinès o per a àpats lleugers com els dim sum, entre altres plats. El rave anomenat mantanghong (cor de bellesa) és una varietat molt apreciada que es cultiva al centre i al nord de la Xina. És de forma rodona i de coloració blanca i verda per fora i morada a fúcsia per dintre. A part de la preparació d'amanides i com a condiment, s'utilitza també per a fer begudes refrescants. A la Xina el rave es conserva també ratllat amb una barreja de sucre i sal.
Les fulles de la planta del rave es poden utilitzar crues com a verdura en amanides o també bullides.

## Galeria

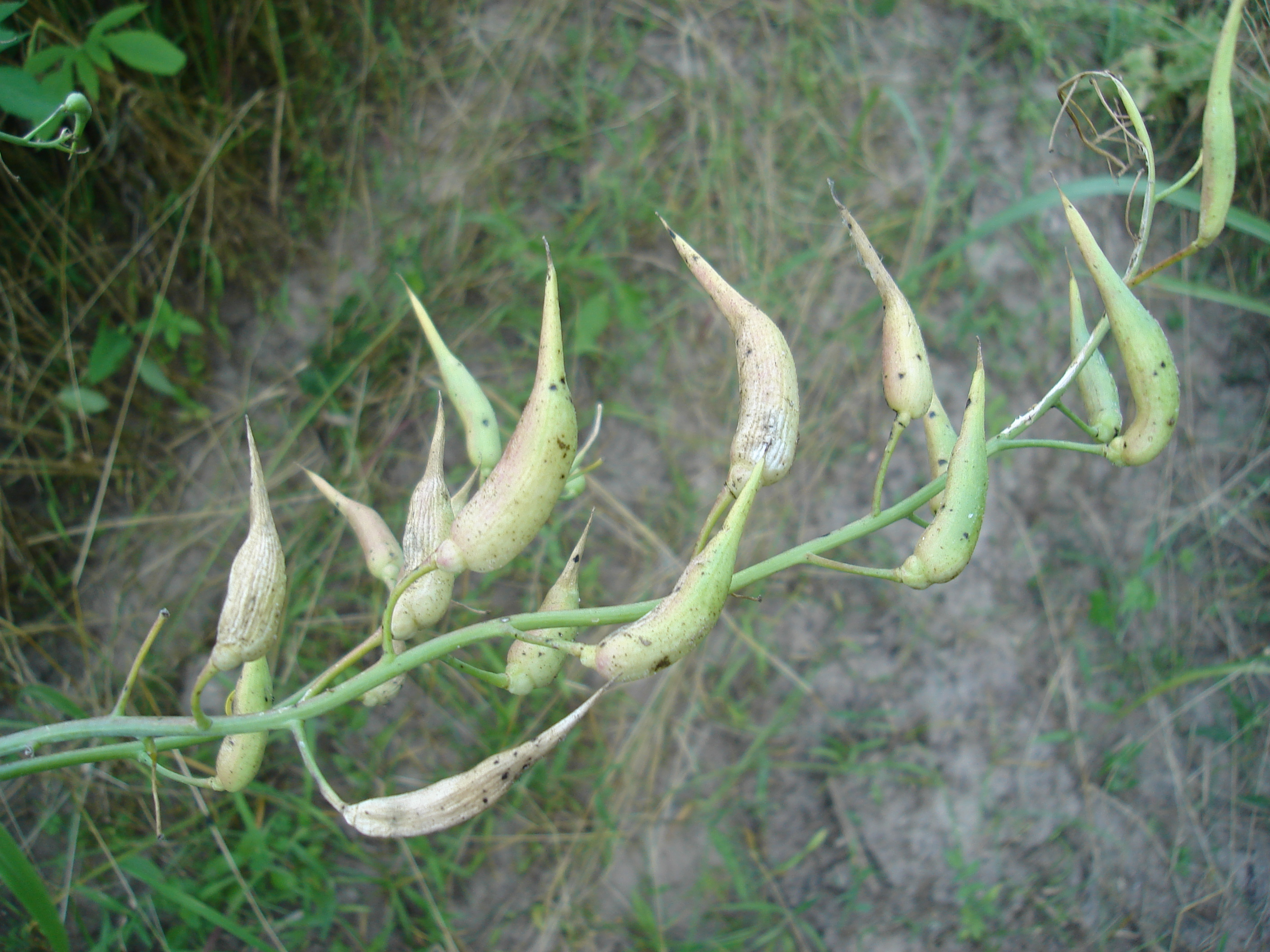
Les tavelles o bajoques del rave, també conegudes com a síliqües.
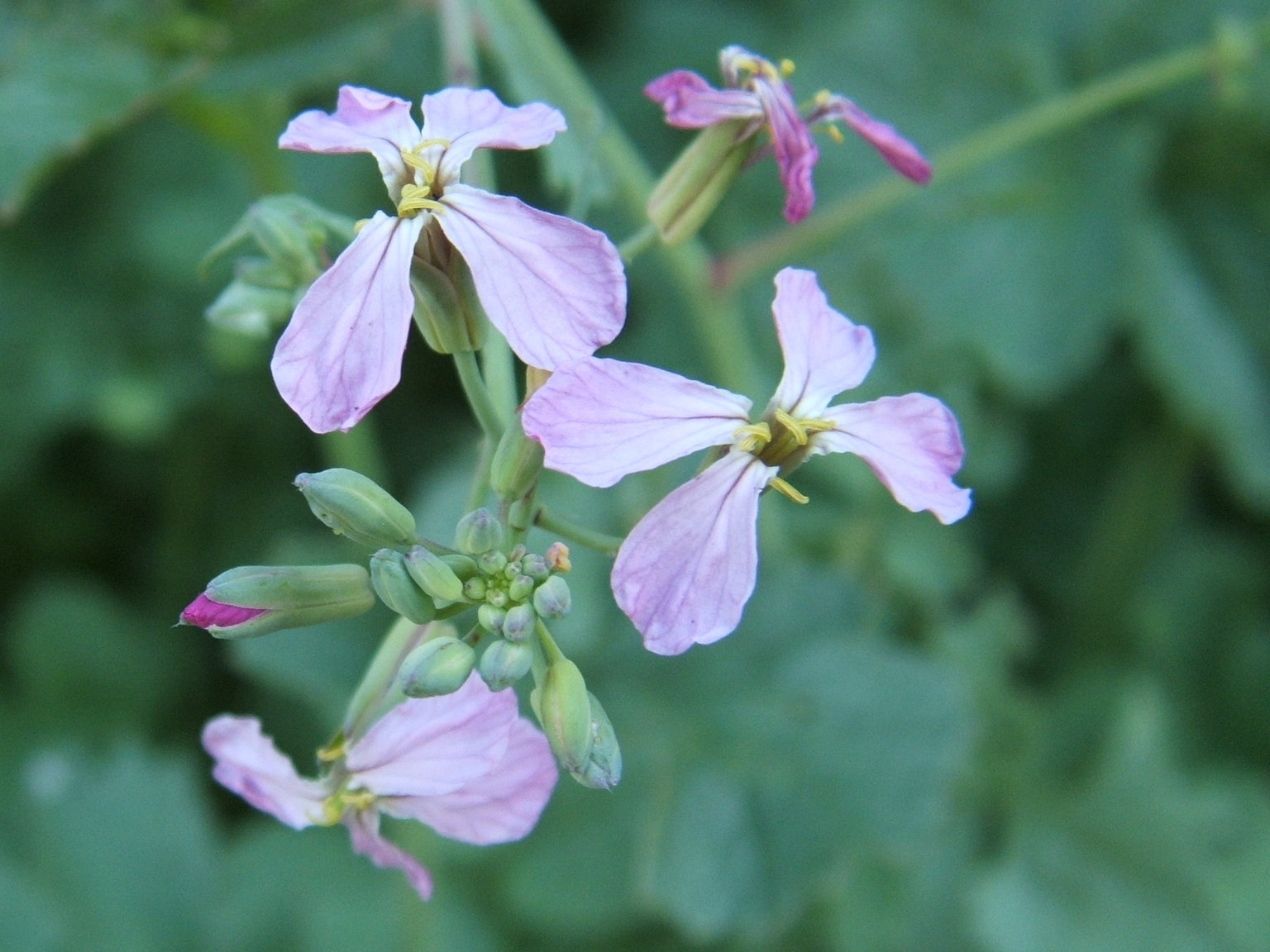
La flor del rave.
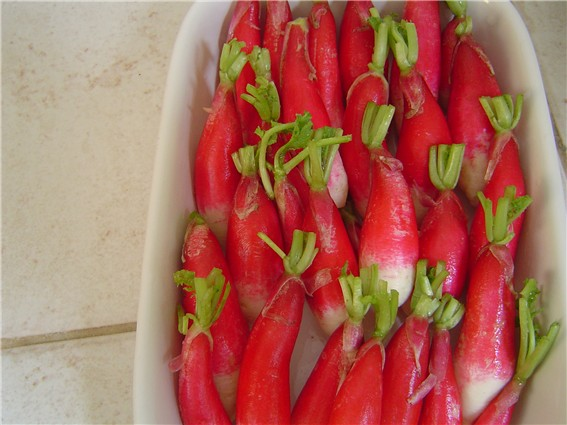
plat de ravenets